# 1485
Cette page concerne l'année 1485  du calendrier julien.
L'année 1485 est une année commune qui commence un samedi.

## Asie
- Empire ottoman, Cilicie, mai : le beylerbey de Karaman Karagöz Pacha s'empare de Tarse et d'Adana[1] : c'est le début de la guerre entre l'Empire ottoman et les Mamelouks d'Égypte au sujet de la Cilicie (fin en 1491 par un quasi statu quo[2]).
- Royaume de Vijayanagara (Inde du Sud), juillet-décembre[3] : mort du roi Virûpâksha (en), de la dynastie fondatrice du royaume en 1336, les Sangama, dans une période marquée par de nombreuses rébellions ; son fils Praudharaya laisse le pouvoir aux mains du général Narasimha Saluva de Chandragiri[4] qui prend officiellement le pouvoir en 1486, initiant une nouvelle dynastie.
- Japon, décembre[5] : nouvelles jacqueries dans la province de Yamashiro (région de Kyôto) (fin en 1493, à l'époque Sengoku)[6].

## Exploration et colonisation européennes

### Progression de l'exploration maritime portugaise en Afrique
Depuis 1420 (Henri le Navigateur), les Portugais explorent le littoral de l’Afrique. Dans les années 1470, ils naviguent au sud de l'Équateur (découverte de l'île de Sao Tomé (latitude 0° 14' Nord) en 1470).
- 24 septembre : João de Paiva, premier donataire de São Tomé, y installe le premier peuplement portugais permanent à l'embouchure du rio Ambo[7]. Les premiers établissements portugais permanents, Principe, São Tomé et São Martinho sont peuplés de délinquants et de Juifs.[Quand ?]
- 11 décembre[8] : le roi Jean II informe le pape que ses navires[pas clair] partent pour découvrir s'il existe un passage maritime vers les Indes[9] au sud de l'Afrique (découvert en 1488).
- Diogo Cão, de retour au Congo, facilite l’échange d’ambassadeurs entre le Portugal et le royaume du Kongo. Il revient dans la région en 1487[pas clair][10].

### Christophe Colomb à la recherche d'un mécène
Installé au Portugal depuis 1476, le navigateur et négociant génois Christophe Colomb a élaboré un projet d'atteindre les Indes (l'Asie) en naviguant vers l'Ouest, à travers l'océan Atlantique. Ce projet a été rejeté par le roi de Portugal (Jean II) en 1484.
- mars : Christophe Colomb quitte le Portugal pour la Castille[12], où il espère trouver le soutien des Rois catholiques. D'abord hébergé au monastère de La Rábida à Palos de la Frontera, il laisse ensuite son fils Diego à des parents et part pour la cour où il réussit à entrer en contact avec des conseillers royaux (première entrevue de Colomb avec les Rois catholiques : 20 janvier 1486)

## Europe

### Événements non politiques
- 16 mars : une éclipse solaire est visible depuis la péninsule Ibérique, la France, la Suisse, l'Allemagne et la Hongrie[13].
- Début août : début d'une épidémie de suette en Angleterre (fin en janvier 1486)[14].
- sd : 41 sorcières sont brûlées vives à Côme (duché de Milan)[15].

### France (règne de Charles VIII, régence d'Anne de Beaujeu): la «Guerre folle»
Fils de Louis XI (mort en 1483), Charles VIII (1470-1498) règne sous l'égide de sa sœur, Anne de France (ou « Anne de Beaujeu »), officiellement régente à la mort de Louis XI, et de son époux, Pierre II de Bourbon, sire de Beaujeu. Le début du règne est marqué par la Guerre folle, rébellion de grands féodaux, dont des princes du sang des maisons d'Orléans et d'Orléans-Angoulême, notamment l'héritier présomptif, Louis II d'Orléans (futur Louis XII), soutenus par le duc de Bretagne François II.

#### Divers
- 17 décembre : trêve de trois ans entre la France et l'Angleterre[16].
- 17 décembre : édit réservant aux nobles les draps de soie bordés d'or[17].

#### La rébellion de l'héritier présomptif, Louis II d'Orléans
- 17 janvier : Louis II d'Orléans essaie de soulever les Parisiens contre le roi et la régente ; il convoque le Parlement qui refuse de prendre parti[18].
- 3 février : apprenant que la régente a envoyé deux cents archers pour l'arrêter, Louis II d'Orléans se réfugie à Alençon[19].
- 5 février : Anne de France fait entrer Charles VIII dans Paris[18].
- 23 mars : Louis II, après avoir fait sa soumission au roi à Évreux, est de nouveau admis à siéger au Conseil[20].

- 22 septembre : Louis II d'Orléans se soumet une nouvelle fois[pas clair] à Charles VIII, après le siège de Beaugency[21].

#### La question du duché de Bretagne (règne de François II)
François II est duc de Bretagne depuis 1458. Son principal conseiller est Pierre Landais, quasi régent du duché depuis 1481, mais en butte à l'opposition d'une partie de la noblesse bretonne. Le duc et son gouvernement résident dans le château de Nantes.
- 24 juin : les nobles de Bretagne se révoltent contre le roi de France[pas clair] à l'instigation de Pierre Landais[16], principal conseiller du duc de Bretagne.
- 25 juin : un groupe de nobles pro-français renversent Pierre Landais qui est incarcéré.
- sd : jugé pour concussion et pour ses responsabilités pour la mort en prison de l'ex-chancelier Guillaume Chauvin en 1484, il est condamné à mort.
- 19 juillet : pendaison de Pierre Landais[16] dans l'île de la Prairie-au-Duc.
- fin juillet[16] : traité de paix entre François II de Bretagne et Charles VIII de France, ratifié le 9 août par le duc à Nantes et le 2 novembre par le roi à Bourges[20].
- 22 septembre : création du Parlement de Bretagne[22], marquant l'indépendance judiciaire du duché de Bretagne par rapport au Parlement de Paris.

### État bourguignon (règne de Philippe le Beau, régence de Maximilien d'Autriche)
L'État bourguignon, réduit par le traité d'Arras (1482) aux Pays-Bas bourguignons, est gouverné par Maximilien d'Autriche, fils de l'empereur Frédéric III, veuf de la duchesse Marie de Bourgogne (fille de Charles le Téméraire), au nom de leur fils le duc Philippe le Beau, premier duc de Bourgogne (en titre) de la maison de Habsbourg.
Durant sa régence (1482-1494), Maximilien est confronté à plusieurs rébellions de ses sujets des Pays-Bas, notamment les habitants des villes du comté de Flandre, qui s'opposent à sa politique belliciste en France après la mort de Louis XI (1483) et aux impôts qui en résultent. Maximilien apporte en effet son soutien aux rébellions des princes féodaux français, qui marquent le début du règne de Charles VIII.
- 18 juin : décapitation de Guillaume de La Marck (fait prisonnier en 1484), à Maastricht[24], en raison de son occupation depuis 1482, au service de Louis XI, de la principauté de Liège, et des assassinats commis alors, notamment celui de l'évêque Louis de Bourbon et des deux bourgmestres (la principauté, détenue par l'évêque de Liège, ne fait pas partie des Pays-Bas bourguignons, mais les ducs de Bourgogne contrôlent étroitement ce qui s'y passe).
- 28 juin : Maximilien confirme les privilèges des villes de Flandre par la paix de Bruges[25], mettant fin à une rébellion qui a commencé en 1483. Il est reconnu comme tuteur de son fils Philippe et comme régent des Pays-Bas bourguignons[26].
- 13 juillet : malgré la paix de Bruges, une révolte a lieu à Gand[pas clair] ; elle est matée en quelques jours[27].

### Péninsule italienne (pontificat d'Innocent VIII)

#### Royaume de Naples (règne deFerdinand Ier)
Le royaume de Naples (officiellement : « royaume de Sicile péninsulaire ») a pour roi Ferdinand Ier (1423-1494) un parent du roi d'Aragon Ferdinand II, qui est à cette date roi de Sicile (insulaire), les liens entre l'Aragon et les Siciles étant assez anciens (Ferdinand de Naples est à l'origine « Ferrante d'Aragon »)
- Octobre[28] : révolte des barons contre le pouvoir royal (fin en 1487. Vaincus, ils doivent payer de lourdes amendes). .
- 14 octobre : le pape Innocent VIII se déclare solidaire des barons et déclare la guerre à Ferdinand Ier de Naples.

### Castille et Aragon (règnes d'Isabelle Irede Castille et de Ferdinand II d'Aragon)
Isabelle de Castille et Ferdinand II d’Aragon, mariés depuis 1469, règnent véritablement depuis 1479 (après la guerre de Succession de Castille). Ils recevront du pape (1496) la dénomination honrifique de « Rois catholiques », couramment utilisée pour les désigner. 

#### La guerre de Grenade (1482-1492)
Depuis 1482, ils mènent la guerre contre le royaume de Grenade, dernier État musulman (depuis 1238) dans la péninsule Ibérique. 
- 22 mai, : prise de Ronda par l'armée des Rois catholiques[29].

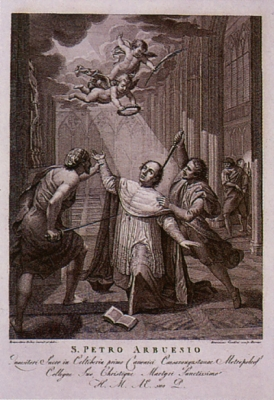
15 septembre : Le martyre de Saint Pedro de Arbués, eau-forte de Franceso Cecchini

- 11 juin : prise de Marbella[30].

#### Les problèmes religieux et l'Inquisition
En 1478, ils ont instauré un tribunal d'inquisition particulier à la Castille et à l'Aragon, dépendant de la couronne et non pas des évêques, le tribunal du Saint-Office, présidé depuis 1483 par le Grand inquisiteur Tomás de Torquemada. Ce tribunal est chargé notamment de surveiller l'orthodoxie religieuse des juifs convertis (conversos).
- 24 mai : le tribunal de l’Inquisition de Ciudad Real est transféré à Tolède[pas clair].
- 2 juin : échec d'un complot fomenté par les conversos de Tolède pour empêcher le Saint-Office d’entrer en fonction[31].
- Nuit du 14 au 15 septembre[32] : des conversos de Saragosse agressent dans la cathédrale Saint-Sauveur l’inquisiteur Pedro de Arbués, qui meurt le 17.
- Septembre-octobre : les coupables se réfugient dans le royaume de Navarre, à Tudela. Les souverains de Navarre Jean III et son épouse Catherine refusent de livrer les coupables et les font partir vers la France. Ils persuadent l’alcalde de Tudela d’aller à Saragosse faire amende honorable et d'indemniser le tribunal[pas clair]. Malgré tout, celui-ci s'en prend aux familles converties Santangel et Sanchez, principales incriminées. On brûle en effigie ceux qui se sont enfuis et réellement ceux que l’on peut saisir[33].

### Navarre (règne de Catherine de Navarre et de Jean d'Albret)
Le royaume de Navarre (capitale : Pampelune) s'étend de Tudela (sur l'Èbre) à Saint-Palais (sur la Bidouze) au nord du col de Roncevaux. Catherine de Foix hérite du royaume en 1483 et épouse en 1484 Jean II d'Albret, qui devient Jean III de Navarre.
- Septembre-octobre : voir la partie « Castille et Aragon » sur l'affaire des conversos de Saragosse.

### Angleterre (règne de Richard III, puis de Henri VII): fin de la guerre des Deux-Roses
La guerre des Deux-Roses, commencée en 1455, opposait la maison d'York à la maison de Lancastre, puis à la maison des Tudor.
- 31 juillet : Henri Tudor, descendant de la maison de Lancastre, s'embarque à Harfleur (Normandie) pour le pays de Galles où il arrive le 6 août[16].

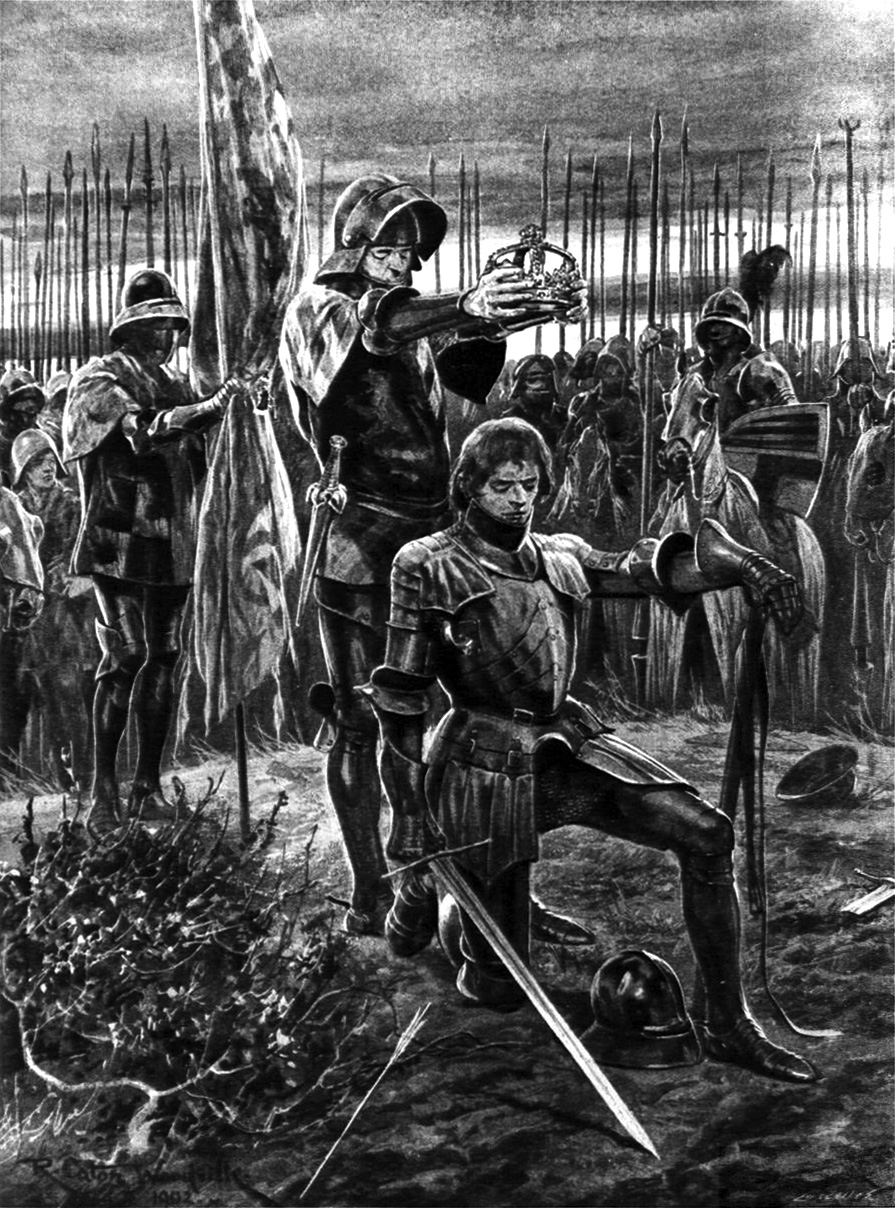
22 août : Henri Tudor est couronné deux mois après la bataille de Bosworth. Par la suite, il doit lutter contre les grands seigneurs pour asseoir son autorité : il utilise les actes d'« attainder » pour déposséder les nobles rebelles et crée un tribunal d'exception, la Chambre étoilée, pour juger sans recours ceux qui complotent contre la paix publique (1487). Il utilise des « bons de bonne conduite », que les aristocrates doivent payer très cher, et interdit les milices privées (féodales). Il contrôle aussi étroitement les shérifs et les juges de paix dans les comtés, celui des assemblées municipales dans les villes.

- 22 août : bataille de Bosworth et mort de Richard III[16] ; début du règne de Henri Tudor (fin en 1509).
- 30 octobre : couronnement de Henri Tudor dans la cathédrale de Westminster.
- 7 novembre : il est reconnu comme roi par le Parlement d'Angleterre, initiant la dynastie des Tudor[34]. Richard Empson et Edmund Dudley sont les principaux conseillers du roi.

### Saint-Empire et États des Habsbourg (règne de Frédéric III)
Le Saint-Empire romain germanique regroupe plusieurs centaines d'entités féodales, dont plusieurs dizaines sont des États souverains. L'empereur (généralement issu de la maison de Habsbourg) a, en tant que tel, un pouvoir limité. Mais Frédéric III (1452-1493), détient en tant que chef de la maison de Habsbourg plusieurs fiefs importants, notamment en Autriche, Autriche antérieure et Alsace.
- 1er juin : le roi de Hongrie Mathias Corvin occupe Vienne, la Haute-Autriche et la Basse-Autriche[35] (fin en 1490).
- 24 juin : Matthias réunit une Diète à Vienne et se fait reconnaître comme souverain.

### Hongrie (règne de Matthias Corvin)
Matthias Corvin est devenu roi de Hongrie (Matthias Ier le Juste) en 1458. Il a construit un empire personnel en devenant roi de Bohême (1469) et en combattant les Ottomans et les Habsbourg. Il a un seul fils, illégitime, Jean, né en 1473. Matthias l'a légitimé en 1479 en vue de lui succéder et l'a doté de grands honneurs
- juin : conquête et annexion de territoires appartenant à la maison de Habsbourg (voir la partie Saint-Empire).

### Pologne-Lituanie (Casimir IV), Moscovie (Ivan III)
Le royaume de Pologne (Cracovie) et le grand-duché de Lituanie (Vilnius) ont souvent le même monarque, issu de la famille lituanienne des Jagellon. Casimir IV (1427-1492) est roi de Pologne depuis 1447 et grand-duc depuis 1440. À l'est de la Lituanie, la grande-principauté de Moscou étend peu à peu son emprise sur les territoires russes. Ivan III (1440-1505) est prince de Moscou depuis 1462. 
- sd : Michel II de Tver, qui a pourtant reconnu la suzeraineté du prince de Moscou, signe un traité secret avec Casimir IV.
- sd : Ivan III, ayant été informé de cette trahison, marche sur Tver (à 120 km au nord-ouest de Moscou) ; Michel s’enfuit en Lituanie.
- 21 août : Tver se rend sans résister et la principauté est annexée par Ivan III[37].

## Naissances et décès de 1485

### Naissances
- Date précise inconnue :
  - Franciscus Bossinensis, compositeur et luthiste de la Renaissance actif à Venise et ses environs († 1535).
  - Teramo Piaggio, peintre italien († 1554).
  - Girolamo Rorario, humaniste italien († 1556).
  - Pier Francesco Sacchi, peintre italien († 1528).
- Vers 1485 :
  - Hugh Aston, compositeur anglais († 17 novembre 1558).
  - Paolo da Caylina le Jeune, peintre italien († vers 1545).
  - Nicholas Ludford, compositeur anglais († 9 août 1557).
  - Guillaume de La Mœulle, barbier, instrumentiste et compositeur genevois († septembre 1556).
  - Sebastiano del Piombo, peintre italien († 21 juin 1547).
  - Wolf Traut, peintre, graveur sur bois et dessinateur allemand († 1520).
- 1484 ou 1485 :
- Hans Baldung, graveur, dessinateur, peintre et vitrailliste allemand († septembre 1545).

### Décès
- 18 juin : Guillaume de la Marck, dit le « Sanglier des Ardennes », décapité.
- 19 juillet : Pierre Landais, conseiller de François II de Bretagne, pendu à Nantes.
- 17 septembre :  Pedro de Arbués, inquisiteur en Aragon, à la suite d'un attentat le 15.
- 22 août : Richard III d'Angleterre, John Howard (1er duc de Norfolk)